# 东南景天
东南景天（学名：Sedum alfredii）为景天科景天属的植物。分布于朝鲜、日本、台湾岛以及中国大陆的江西、广西、湖南、浙江、福建、贵州、湖北、安徽、四川、广东、江苏等地，生长于海拔1,400米至3,000米的地区，多生长在山坡林下以及阴湿石上，目前尚未由人工引种栽培。

## 别名
石板菜（改订植物名汇） 变叶景天（拉汉种子植物名称）

## 异名
- Sedum formosanum N. F. Br.